# شيلبي ميلارد هاريسون
شيلبي ميلارد هاريسون (بالإنجليزية: Shelby Millard Harrison)‏ هو عالم اجتماعي أمريكي، ولد في 1881، وتوفي في 1970.